# Bec d'Ovaga
Il Bec d'Ovaga (o La Res) è una montagna delle Alpi Pennine alta 1.631 m s.l.m.; si trova in Valsesia e amministrativamente ricade in comune di Varallo (VC).

## Descrizione

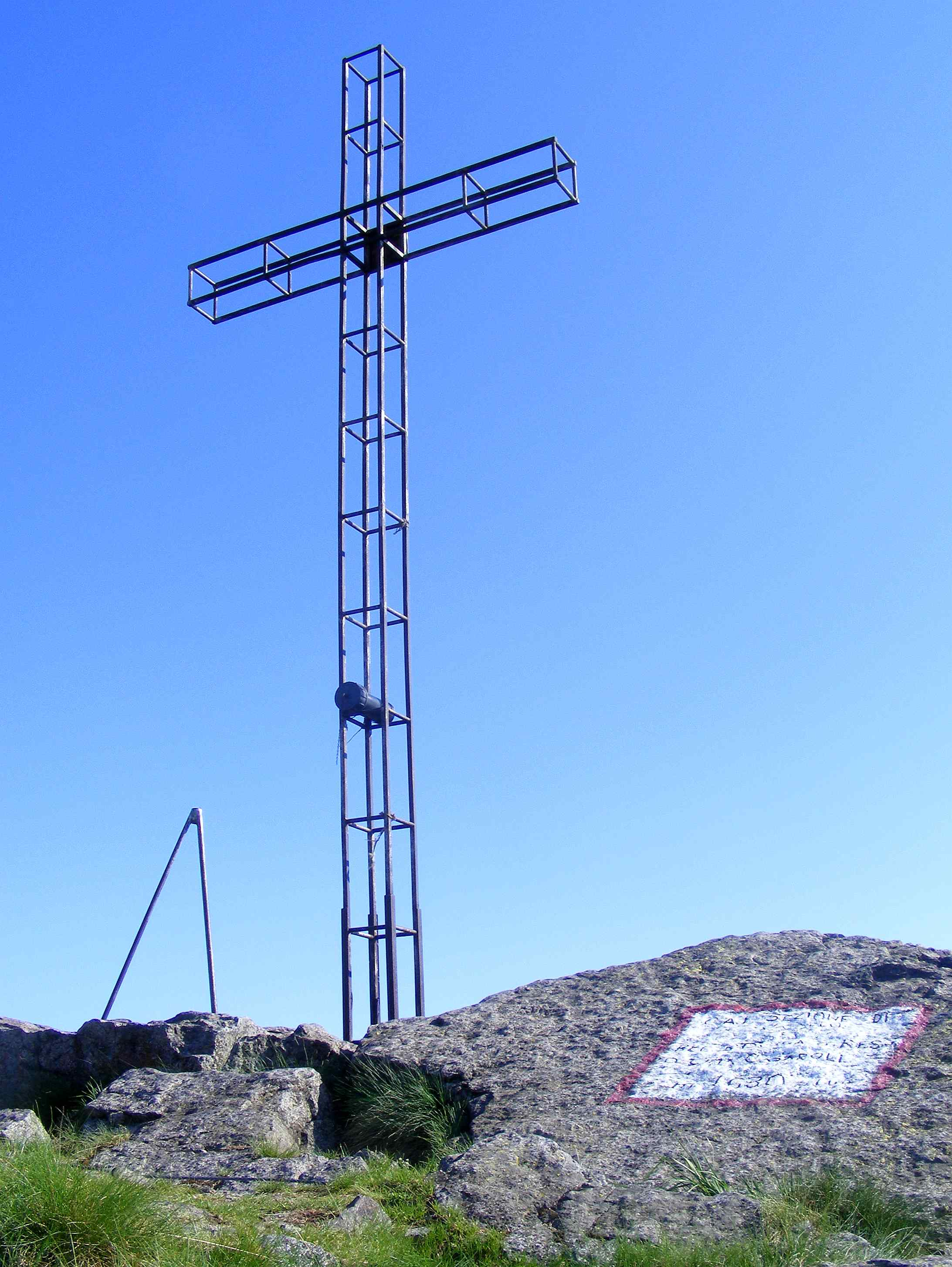
La croce di vetta

La montagna è situata su un costolone che, in corrispondenza del Castello di Gavala (1.827 m), si stacca in direzione nord dalla costiera Talamone-Barone e si biforca poi al Monte Massale (1.744 m). Tra quest'ultimo e il Bec d'Ovaga si trova il Colle di Vazzosa (1.446 m), mentre verso nord-est il crinale prosegue digradando su Varallo con le più modeste elevazioni del Bric Galline (1.430 m) e del Pizzo (1.201 m).
I pendii a sud della Res sono drenati dal Torrente Druggia e dal suo affluente Rio Vazzosa, mentre le acque che scendono verso nord raggiungono la Sesia tramite alcuni brevi corsi d'acqua tra i quali il Croso di Morca e il Croso di Morchetta.
Sulla cima sorge un'alta croce metallica.
La vetta è molto panoramica e offre un ottimo punto di vista sul Monte Rosa e sulla pianura vercellese mentre, più in lontananza, sono visibili anche Alphubel, Strahlhorn, Monte Leone, Adamello nonché i laghi Maggiore e d'Orta.
La salita alla Res è una delle escursioni più frequentate della zona, e la salita alla cima è effettuata spesso anche in presenza di neve.
In vetta è anche collocato il punto geodetico trigonometrico dell'IGM denominato Bec d'Ovaga o La Res (cod. 030005).

## Accesso alla cima
La via di salita più nota percorre il sentiero n° 605 con partenza dall'Alpe Casavei (809 m), raggiungibile in auto dal fondovalle passando per la frazione Parone. La difficoltà escursionistica è di tipo E.
L'itinerario fa parte del percorso dall'annuale gara podistica Varallo-Res.

## Punti di appoggio
Nei pressi della cima sorga il Rifugio Spanna-Osella, gestito dalla sezione di Valsesiana dell'ANA ed aperto ad agosto e nei fine settimana di quasi tutto l'anno. Il rifugio è stato costruito in ricordo dell'avvocato alpinista Orazio Spanna, prima, e dell'alpino Giuseppe Osella.